# Kavče žlutozobé
Kavče žlutozobé (Pyrrhocorax graculus) je velký druh pěvce z čeledi krkavcovitých. Je jednobarevně černé s červenýma nohama a žlutým zobákem. Vyskytuje se ve vyšších polohách pohoří od severní Afriky přes Evropu po Asii. Má charakteristický vzhled i hlas.

## Popis
- Délka těla: 36–39 cm
- Rozpětí křídel: 65–74 cm
- Hmotnost: 170–250 g

Je velikosti holuba, ve vzhledu samce a samice není rozdíl. Dospělí ptáci jsou jednolitě leskle černí, mají červené nohy a žlutý, mírně prohnutý zobák, který je kratší než hlava. Mladí ptáci jsou matově černí (dle Dungela a Hudce hnědší), nohy a zobák mají nahnědlé.
Kavče žlutozobé létá lehce, obratně, s četnými letovými obraty. Po zemi pobíhá i poskakuje.

## Hlas
Hlas je kovově znějící „širrik“, „skri“ a krátké „čjup“ („čyp“), vábení zní dle Černého jasně řinčivě „byrrrb“. Ozývá se také popěvky podobnými kosímu pohvizdování.

## Rozšíření

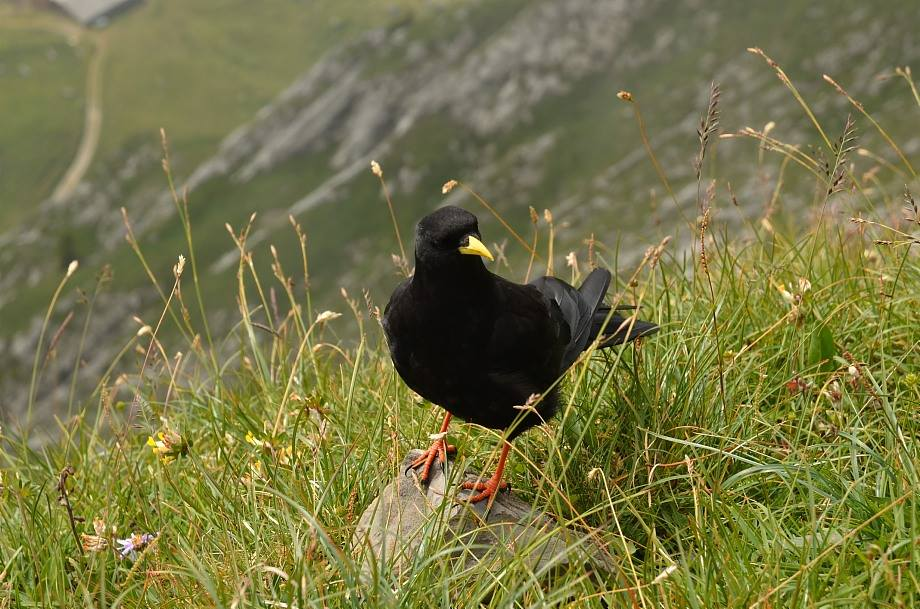
Kavče žlutozobé

Pohoří severozápadní Afriky, jižní Evropy a Přední Asie a dál po severní Indii a jižní Čínu. Stálý druh, v zimě sestupuje k úpatí hor, jednotliví ptáci se mohou zatoulat i značně daleko. Z Karpat spolehlivé údaje o hnízdění neexistují, populace v Alpách se zvětšují. Ve střední Evropě se vyskytuje jednotlivě, na hnízdišti zpravidla v menším nebo větším hejnu. Velmi zřídka zaletuje z Alp během celého roku (od počátku 20. století existuje pět záznamů o pozorování jednotlivých kusů v ČR).

## Prostředí
Obývá skalní útesy a travnaté svahy v alpínském stupni velehor až ke hranici trvalého sněhu. V zimě sestupuje do nižších poloh.

## Hnízdění

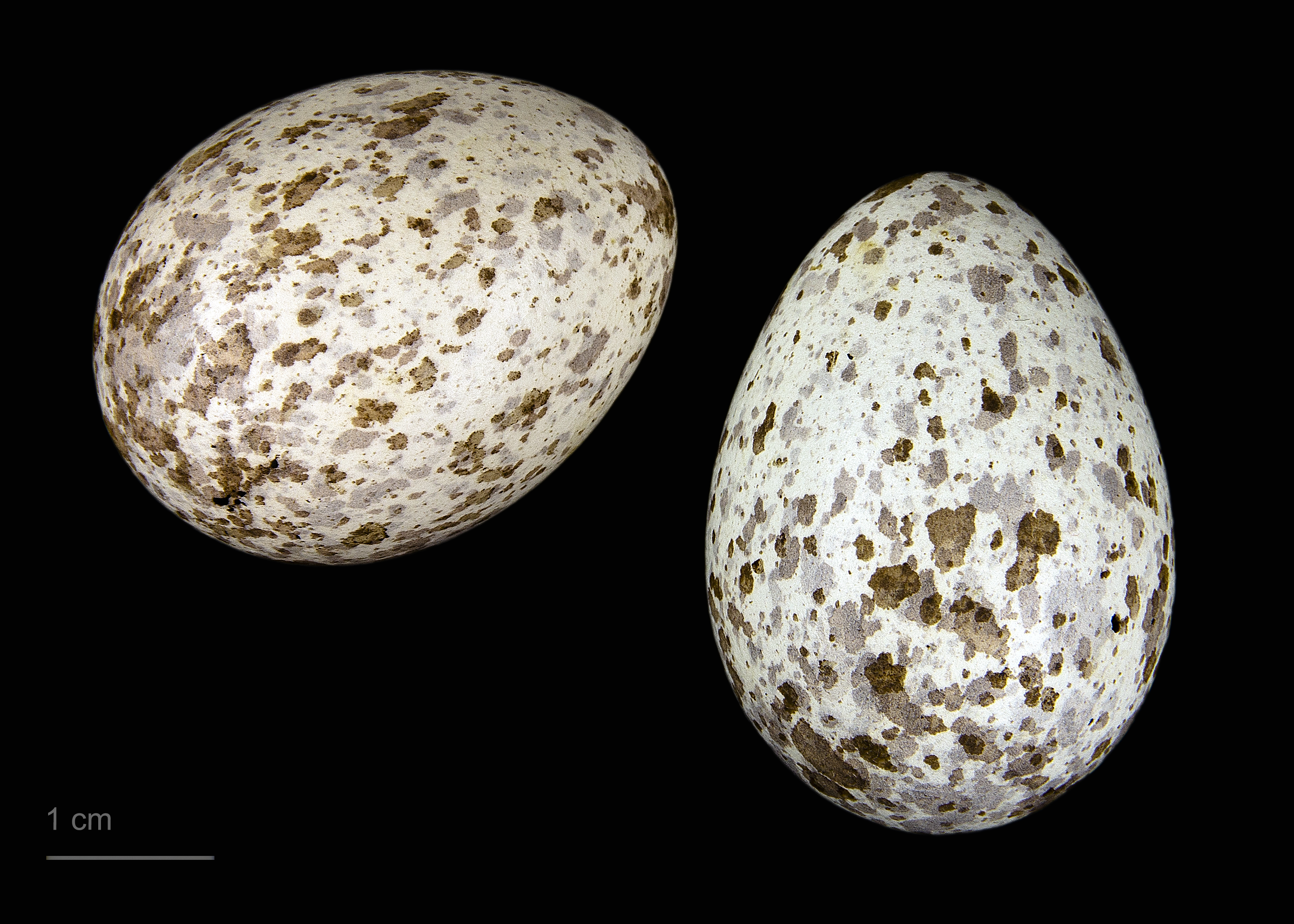
Pyrrhocorax graculus graculus

Hnízdí pospolitě v menších koloniích do 20 párů, běžné je i hnízdění jednotlivých párů. Hnízda si staví na skalních útesech, ve štěrbinách skalních stěn. Hnízdo ze stébel a klacků je vystláno peřím a chlupy. Hnízdí 1× ročně, od druhé dekády dubna do května snáší 3–6 bělavých, mohutně hnědě skvrnitých vajec. Zda sedí výhradně samice, nebo ji samec střídá, není známo přesně. Po 18–21 dnech se líhnou mláďata, jež krmí oba rodiče. Mladí opouštějí hnízdo ve stáří 31–38 dní a drží se s rodiči. Později se rodiny sdružují do hejn, ve kterých přežívají zimu. V zimě se vyskytují i poblíž lidských obydlí. Nejvyšší známý věk je přes 11 let.

## Potrava
Potrava je v jarním a letním období převážně živočišná, na podzim a v zimě rostlinná. Živočišnou potravu tvoří červi, pavouci, nejrůznější hmyz, měkkýši, ještěrky, drobní hlodavci a příležitostně vejce a mláďata ptáků. Rostlinnou potravu tvoří různá semena a bobule, ptáci se přiživují i v okolí lidských sídel.

## České pojmenování
- Historickými názvy jsou kavče podhorní a kavče žvatlavé.[7]
- Pro rodové jméno kavče se stalo základovým jménem praslovanské jméno kavka, které je onomatopoického původu (vzniklo podle hlasových projevů).[8]

## Záměna pojmenování
Druhová jména Pyrrhocorax graculus (dnes kavče žlutozobé) a Pyrrhocorax pyrrhocorax (dnes kavče červenozobé) byla v 19. století používána často opačně než dnes.

### Video
- STUDENECKÝ, Jan. Alpine Chough – Kavče žlutozobé. In: Youtube [online]. Publikováno 21. 6. 2017 [cit. 10. 8. 2017]. Dostupné z: https://www.youtube.com/watch?v=DOdWFRX1lj0
- ELEMENT, David. Alpine Choughs Pyrrhocorax graculus in the Swiss Alps. In: Youtube [online]. Publikováno 17. 8. 2013 [cit. 10. 8. 2017]. Dostupné z: https://www.youtube.com/watch?v=pCRKqCziuog [Též hlasový projev.]